# 王信 (西漢)
王信（?—?），一称王长君，西汉槐里（治今陕西省兴平市东南）人，孝景王皇后之兄。
母亲臧儿，汉景帝中五年（前145年），以皇后之兄封为盖侯。汉景帝的弟弟梁王刘武怨恨袁盎挫败以自己为储君的事情，阴谋派人刺杀袁盎等十余人。事情败露后，梁王刘武怕自己被问罪，派邹阳至京师长安求王信为自己说情，陈说利害。王信入宫劝说景帝，景帝的姐姐长公主刘嫖也为刘武说情，汉景帝没有治罪刘武。
王信谥号靖。《史记》记载汉武帝元狩三年（前120年）其子王偃袭爵，元鼎元年（前116年）任太常。元鼎五年（前112年）王偃酎金失侯。《汉书》则记载前122年王信子王充袭爵为盖顷侯，传到王充子王受时于前112年坐酎金失侯。未详孰是。
王信儿媳刘徵臣是江都王刘建的妹妹。
电视剧《汉武大帝》把王信劝景帝的情节，安排到王信的异父弟弟田蚡的头上。